# بگذار برف ببارد (فیلم ۲۰۲۰)
بگذار برف ببارد (انگلیسی: Let It Snow) یک فیلم ترسناک و دلهره‌آور ۸۷ دقیقه‌ای محصول سال ۲۰۲۰ به کارگردانی استانیسلاو کاپرالوف است. این فیلم توسط کپرالوف و امری رز نوشته شده و ایوانا ساخنو، الکس هافنر و تیناتین دالاکیشویلی در این فیلم ایفای نقش می‌کنند.

## داستان
میا، اسنوبرد سوار آزادی است که پس از جدا شدن از دوست پسرش، به‌طور پنهانی وارد یک شیب ممنوعه شده و حالا نه تنها باید در برابر عوامل طبیعی، بلکه در برابر فردی با نقابی سیاه که با ماشین برف روب به دنبال گرفتن جان اوست نیز، زنده بماند.

## بازیگران
- ایوانا ساخنو در نقش میا
- الکس هافنر در نقش مکس
- تیناتین دالاکیشویلی در نقش لالی

## انتشار
این فیلم به صورت نمایش VOD (سرویس ویدئو درخواستی) در ۲۲ سپتامبر ۲۰۲۰ توسط شرکت فیلم‌سازی و توزیع فیلم لاینزگیت فیلمز منتشر شد.

## انتقادات دریافتی
وبسایت بلادی دیسگاستینگ در مورد این فیلم نوشت:«تقریبا همه چیز در این فیلم به مرز پختگی نرسیده، از رابطه بین میا و مکس (شخصیت‌های اصلی) گرفته تا اسطوره شناسی که آن دو در آن گرفتار میشوند. 